# Hampden (Maine)
Pour les articles homonymes, voir Hampden (homonymie).
Hampden est une ville des États-Unis située dans le comté de Penobscot (État du Maine) sur l'estuaire du fleuve Penobscot. Fondée en 1767, elle compte 7 257 habitants au recensement de 2010 et fait partie de la région métropolitaine de Bangor.

## Géographie
|                  |                    | Bangor (Maine)    |
| Newburgh (Maine) | Hampden            | Holden (Maine)    |
|                  | Winterport (Maine) | Orrington (Maine) |

## Personnalités notables
- James Sproat Brown, membre du congrès des États-Unis, maire de Milwaukee
- Philip Marshall Brown, ambassadeur des États-Unis
- Ricky Craven, pilote NASCAR, correspondant ESPN de Newburgh, ME [réf. nécessaire]
- Dorothea Dix, activiste
- Brian Duprey, représentant de l'État du Maine
- Charles Hamlin, brigadier général de la guerre de Sécession
- Cyrus Hamlin, brigadier général de la guerre de Sécession
- Hannibal Hamlin, vice-président des États-Unis
- Hiram Knowles, juge fédéral [réf. nécessaire]
- Ralph W. 'Bud' Leavitt Jr., journaliste sportif de Bangor
- Thompson H. Murch, membre du congrès des États-Unis
- Charles Stetson, membre du congrès des États-Unis
- Wilbur N. Taylor, récipiendaire de la médaille d'honneur[1]